# فرودگاه شانون (ویرجینیا)

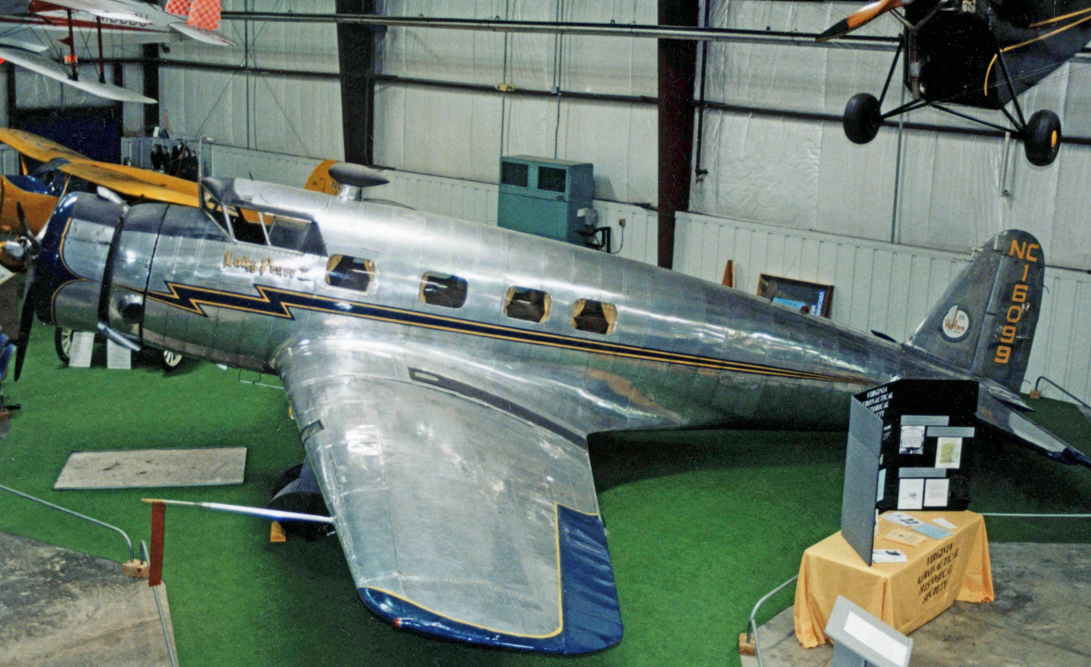
Vultee V-1A در موزه هوانوردی ویرجینیا قبل از بازگشت به موزه هوایی شانون

فرودگاه شانون (ایکائو: KEZF، موقعیت‌یاب اف‌آآ: EZF) یک فرودگاه عمومی است که در دو مایلی جنوب شهر فردریکزبورگ، ویرجینیا، ایالات متحده واقع شده‌است. این هواپیما در اکتبر ۱۹۵۰ توسط سیدنی ال شانون جونیور به افتخار پدرش، سیدنی شانون پدر، سرمایه‌گذار اولیه خطوط هوایی شرقی افتتاح شد.
فرودگاه شانون ۶۲ هکتار در مجاورت میدان نبرد جنگ داخلی آمریکا در مزرعه قلم اسلتر است. از سال ۲۰۱۹، ۸۵ هواپیمای تک موتوره هوانوردی عمومی، ۵ هواپیمای چند موتوره، ۲ هلیکوپتر، ۲ فروند فوق سبک و یک گلایدر تک موتوره وجود دارد.